# 妖精の女王 (パーセル)
『妖精の女王』（ようせいのじょおう、英語: The Fairy-Queen、1692年、パーセルカタログナンバーZ.629）とはヘンリー・パーセルによるセミオペラあるいは仮面劇（マスク）であり、「王政復古期のスペクタクル」である。ウィリアム・シェイクスピアによる『夏の夜の夢』の作者不明の改作であるリブレットに音楽をつけた作品である。『妖精の女王』はパーセルの死の3年前の35歳の時に作曲され、1692年に初演が行われた。パーセルの死後、楽譜は消失し、20世紀初期になり再発見された。
パーセルはシェイクスピアのテクストに音楽をつけず、代わりに短い仮面劇（マスク）に合わせた楽曲を作曲し、第1幕を除く全ての幕で使用した。作品の内容には17世紀の劇の慣習に合うように時代に沿った変更がされている。歌の部分ではない主な台詞は全てシェイクスピアのテクストが使われている。仮面劇は逐語的というよりも、隠喩的に公演内容に関わっているが、多くの批評家はとくに関係はないと述べている。結婚の神ハイメンの仮面劇で終わるオペラはウィリアム3世とメアリ2世の結婚15周年記念祭のために作曲されたとも考えられている。
バロック音楽への関心の高まりとカウンターテナーの振興により、『妖精の女王』は再び上演レパートリーに入った。『妖精の女王』は20世紀後半に完全版での録音が複数回行われている。
2009年7月、パーセルの生誕350回記念として『妖精の女王』がグラインドボーン音楽祭により上演された。この際に使用された譜面はブルース・ウッドとアンドルー・ピノックにより、パーセル協会のために用意された新版であった。

## 役柄
モプサ役はもともとソプラノが演じていたが、後にパーセルが改訂した版では「女性の衣服を着たミスター・ペイト」が演じると述べられており、おそらくはグロテスクな効果を生み出し、コリュドンとモプサの対話にある「ダメダメダメダメダメ、キスは絶対ダメ」("No, no, no, no, no; no kissing at all") という繰り返しを強調するための変更であった。さらに、「カウンターテナー」という言葉がこの文脈で何を意味しているのかについては完全に明確ではない。パーセル（自身がカウンターテナーであった）が（高音部では声質が軽いものの）とくに高い声域とテッシトゥーラ（中世ポリフォニーのcontratenors altiの末裔で時としてオートコントルとして知られる）を持つテノールを使ったのか、ファルセットで歌う歌手を使ったのかについて、記録は曖昧である。キャリアの全期間にわたり、パーセルは両方を使っていたようである。
※歌のないキャラクターについては『夏の夜の夢』を参照、ただし本作にはヒポリタが登場しない。
| 役柄                  | 声域                             |
| --------------------- | -------------------------------- |
| 酔っ払いの詩人        | バス                             |
| 妖精1                 | ソプラノ                         |
| 妖精2                 | ソプラノ                         |
| 夜（ナイト）          | ソプラノ                         |
| ミステリー            | ソプラノ                         |
| シークレシー          | カウンターテナー                 |
| 眠り（スリープ）      | バス                             |
| コリュドン            | バス                             |
| モプサ                | ソプラノ／カウンターテナー       |
| ニンフ                | ソプラノ                         |
| オーベロンの3人の従者 | ソプラノ1人、カウンターテナー2人 |
| フィーバス            | テノール                         |
| 春                    | ソプラノ                         |
| 夏                    | カウンターテナー                 |
| 秋                    | テノール                         |
| 冬                    | バス                             |
| ジューノー            | ソプラノ                         |
| 中国人の男性          | カウンターテナー                 |
| 中国人の女性、ダフネ  | ソプラノ                         |
| ハイメン              | バス                             |
| コーラス：妖精と従者  |                                  |

## あらすじ

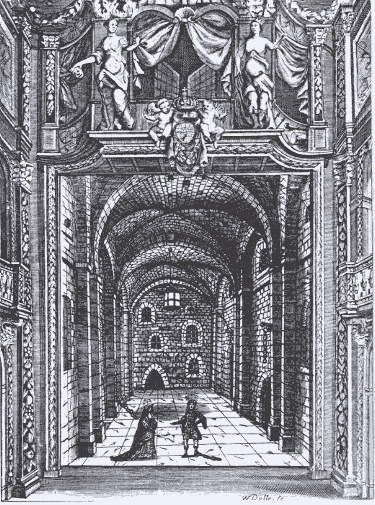
ドーセット・ガーデン・シアターの舞台の様子。エルカナ・セトルのThe Empress of Morocco (1673) リブレットにある絵に拠る。

全体のあらすじについては『夏の夜の夢#あらすじ』を参照。音楽を伴う場面のみ解説する。

### 第1幕
最初に音楽が演奏される場面は、小さなインドの男の子について口論し、ティターニアがオーベロンのもとを去った後に出てくる。ティターニアの妖精のうち2人が田舎の楽しさについ歌う ("Come, come, come, come, let us leave the town")。酔っ払ってつっかえつっかえ話す詩人が入場して "Fill up the bowl" を歌う。多くがこの吃音はトマス・ダーフィーのくせに基づいていると考えていたが、エルカナ・セトルをからかっていた可能性もある。セトルも吃音を抱えていて、1910年に出た伝記の誤りのせいでこの作品の台本作者であると長きにわたって考えられていた。
妖精たちは酔っ払った詩人をあざ笑って追い払う。当意即妙の素早いやりとりと気の毒な被害者のおおむね「現実的」な描写ゆえ、酔っ払った詩人のマスクはパーセルがロンドンの舞台のために作った作品の中ではイタリア人が知っていたような形の本格的なオペラに最も近い場面である。

### 第2幕
オーベロンがパックにディミートリアスの目に恋の花の汁を塗るよう命じた後に音楽を伴う場面がある。ティターニアと妖精たちが楽しく遊び ("Come all ye songsters of the sky")、 登場人物の夜 ("See, even Night") とミステリ ("Mystery's song")、シークレシー ("One charming night")、眠り ("Hush, no more, be silent all") が皆を眠らせ、心地よい夢に委ねる。

### 第3幕
ティターニアはボトム（既にロバの頭をかぶっている）と恋に落ち、オーベロンは大いに満足する。ニンフが恋の悦びと苦痛について歌う ("If love's a sweet passion")。ダンスの後、コリュドンとモプサという干し草作りをしている2人の間のばかげているが愛情のこもったからかいをティターニアとボトムが楽しむ。

### 第4幕
ティターニアの魔法がとけた後、オーベロンの誕生日を祝う短いディヴェルティスマンが始まるが ("Now the Night"と"Let the Fifes and the Clarions")、大部分は神フィーバスと ("When the cruel winter") 四季によるマスクが占めている (春が"Thus, the Ever Grateful Spring"、夏が"Here's the Summer"、秋が"See my Many Coloured Fields"、冬が"Now Winter Comes Slowly")。

### 第5幕
シーシアスが恋人たちの森での冒険について話を聴いた後、女神ジュノーが祝婚歌 "Thrice Happy Lovers" を歌い、それに続いて女性が有名な "The Plaint" ("O Let Me Weep") を歌う。中国人の男性と女性が入場してこの世の喜びに関する歌を数曲歌う ("Thus, the Gloomy World", "Thus Happy and Free", "Yes, Xansi")。別に2人の中国人女性がハイメンを呼び、ハイメンは結婚の喜びについての歌を歌い、こうして『夏の夜の夢』の結婚のテーマと ウィリアムとメアリの結婚記念日の祝いがひとつに結び合わされる。

## 上演史

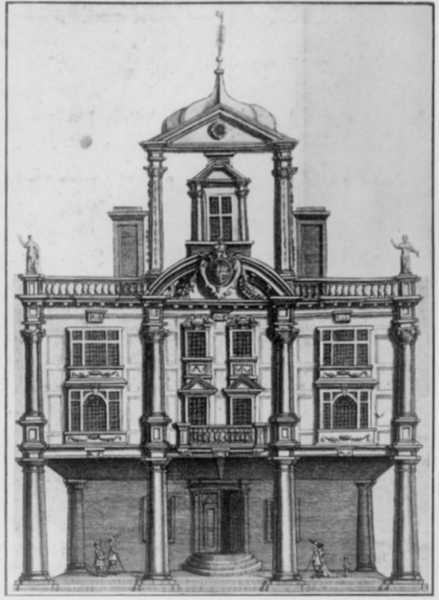
『妖精の女王』が初演されたドーセット・ガーデンのクイーンズ・シアター

### 初演
『妖精女王』は1692年の5月2日にロンドンにあるドーセット・ガーデンのクイーンズ・シアターにて、ユナイテッド劇団により初演された。リブレットは少なくとも2人の台本作家によって作られた。そのうちの1人は、パーセルとともに定期的に仕事をした、劇場のマネージャーでもあったトーマス・ベタトンだとされている。この主張はベタトンのト書きの分析に基づいている。 
最初の公演を説明した書簡には、8〜9歳の子役がティターニアとオーベロンの役を演じたことが示されている。 
メアリ2世の誕生日と結婚15周年記念日が1692年4月30日であり、本作はこれを祝うために作曲・上演されたと考えられている。 

### 上演の復活
パーセルの早すぎる死の後、『ダイオクレシアン』が18世紀中盤まで人気を保っていた。しかし、『妖精の女王』の譜面は消失し、20世紀初期に発見された。
『妖精の女王』を含むパーセルの音楽は2つの関連する変化により復興された。バロック音楽への関心の高まりと、アルフレッド・デラーやラッセル・オバーリンなどの先駆者によるカウンターテナーの振興である。前者の動きは、長い間関心の向かなかった作曲家であるパーセルやジョン・ダラウンド、ジョン・ブロウ、さらにはゲオルク・フリードリヒ・ヘンデルの作品も公演に繋げた。その一方で後者の動きは、作品をオリジナルの演奏と作曲家の意図に可能な限り忠実な演奏を行う方法を提供することにより、前者の運動を補完した（しかしながら、ヘンデルの作品においてはカウンターテナーはカストラートの代替として出てくるため、このかぎりではない）。このことにより、『妖精の女王』の人気は高まり、多くの録音が行われ、古楽器がよくレコーディングに用いられた。『妖精の女王』の構成は現代の演出家にとって問題であり、カットしなければ長くなってしまう『夏の夜の夢』の一部としてパーセルの楽曲を使用するかを演出家は決めねばならない。ロジャー・サヴェージは長さが4時間になると算定した。台本のカットはたいてい現代的な方向性への変更と一緒に行われるため、音楽、テクスト、アクションの整合性が完全に失われるような事態になることもある。このような点に関する批判が、デイビッド・パウントニーによるイングリッシュ・ナショナル・オペラの1995年の上演にも向けられた。この上演は同年に映像として発売され、2002年に同じカンパニーにより再演された。ルイス・パエトウが演出したブラジリアンオペラカンパニーによる2000年の公演は、時間軸にとらわれない台本を使用するという大胆な方法で上演された。
2009年の11月、パーセル生誕350年記念の2ヶ月前にはブルース・ウッドとアンドリュー・ピノックにより『妖精の女王』は新版が制作された。その版では全ての舞台エンタテイメントだけでなくパーセルが作曲した音程も復元された。ウィリアム・クリスティによるグラインドボーン音楽祭でのエイジ・オブ・エンライトメント管弦楽団演奏の公演は翌月にロイヤル・アルバート・ホールにてBBCプロムスで再演された。

## 文脈と分析
『妖精の女王』が属するイングランドのセミオペラの伝統においては、劇中の楽曲のほとんどは超自然的存在の紹介で導入される必要があったが、羊飼いと酔っ払ったキャラクターについては例外であった。『妖精の女王』の仮面劇は全て、ティターニアかオーベロンにより進行される。本来第1幕には音楽はなかったが、作品の多大な成功により1693年に再演された際、パーセルは酔っ払った詩人の場面や"Ye Gentle Spirits of the Air" と "The Plaint"　の2曲を加えた。それぞれの仮面劇が特定の幕中の劇のアクションと隠喩的に繋がっている。このため、第2幕には夜と眠りを象徴する人物が登場するが、この幕ではオーベロンが"love-in-idleness"（パンジー）という花の力を使用し、多くの愛を惑わせる計画により構成されているので、夜と眠りがここで登場するのは適切である。シークレシーやミステリーなどの寓話的な登場人物が魅力的な夜の始まりを告げるのも進行にふさわしい。第3幕のボトムの仮面劇には、変貌、真実と虚構の愛の歌、見かけによらないものなどの要素が含まれている。第4幕の終盤にあるオーベロンとティターニアが和解する仮面劇は最後の仮面劇を予示している。オーベロンが「この恋人たちの婚礼の日を祝福せよ」と言ったあと、場面はウィリアム王の趣味である噴水の庭園に移り変わる。四季を表現する登場人物たちが、祝福された結婚は1年を通して良いものだと告げる。イングランドの王は伝統的に太陽に例えられる。最後の仮面劇にある中国の場面では、メアリ女王の名高い磁器のコレクションへのオマージュがあらわれている。ウィリアムとメアリの結婚を祝福する歌が演奏され、ト書ではウィリアムを示すオレンジの木を入れたメアリの磁器の花瓶をステージの前に出すことでこうしたシンボリズムが完成される。

## 評価
パーセルの短いキャリアが終わりに近づいた頃に書かれており、『妖精の女王』はパーセルの最も優れた劇場音楽を含んでいると考えられている。とくにコンスタント・ランバートはパーセルのこの作品を極めて高く評価しており、『妖精の女王』から組曲を作り、エドワード・デントと共同で当時はできたばかりだったニュー・コヴェント・ガーデン・オペラ劇団による戦後最初に行われた上演のための編曲も行った。